# Theodor Wieland
Hermann Theodor Felix Wieland (* 5. Juni 1913 in München; † 24. November 1995 in Heidelberg) war ein deutscher Chemiker.

## Leben
Der Sohn des Nobelpreisträgers Heinrich Otto Wieland legte 1931 das Abitur in München ab. Wieland studierte Chemie in München und Freiburg. Er wurde 1937 bei seinem Vater zum Dr. phil. promoviert. Anschließend wechselte er zu Richard Kuhn an das Heidelberger Kaiser-Wilhelm-Institut für medizinische Forschung. 1942 erfolgte seine Habilitation mit dem Thema „Die Biosynthese der Pantothensäure“. Zum Wintersemester 1946/47 erhielt er ein Extraordinat an der Universität Mainz.
1951 wurde er ordentlicher Professor und Direktor am Institut für Organische Chemie der Universität Frankfurt am Main. 1968 wechselte er als Direktor der Abteilung Chemie an das inzwischen in Max-Planck-Institut für medizinische Forschung umbenannte Institut nach Heidelberg zurück.
Seine wichtigsten Forschungsgebiete waren im Bereich der Naturstoffchemie und Biochemie einsetzbare Analysenmethoden wie die Papierelektrophorese. Auf dem Gebiet der Proteinchemie beschäftigte er sich vor allem mit den Giftstoffen des Knollenblätterpilzes (bei denen es sich um zyklische Peptide handelt) und ihrer Wirkungsweise und er entwickelte Gegenmittel (Antamanide). Die Erforschung der Gifte begann schon unter seinem Vater Heinrich Wieland.
Wieland entwickelte auch einen einfachen Zeitungspapier-Test von Amanitin-haltigen Pilzen – man gibt den Pilzsaft auf (Lignin-haltiges) Zeitungspapier, lässt ihn eintrocknen und gibt einen Tropfen hochkonzentrierte Salzsäure dazu. Bei Amanitin-haltigen Pilzen wie dem Knollenblätterpilz (allerdings auch bei anderen Pilzen) gibt es innerhalb einer Viertelstunde eine blaue Farbreaktion. Er beruht auf der säurekatalysierten Reaktion des Lignins mit dem im Amanitin enthaltenen hydroxylierten Indol – das Papier muss dafür also unbedingt Lignin enthalten.
Er gehört zu den Vätern der Native chemical ligation (1953).

## Ehrungen
1964 wurde er zum Mitglied der Deutschen Akademie der Naturforscher Leopoldina gewählt, 1986 in die American Academy of Arts and Sciences. Seit 1973 war er Mitglied der Heidelberger Akademie der Wissenschaften. 1979 wurde er in die American Philosophical Society aufgenommen.

## Veröffentlichungen (Auswahl)
- mit Miklos Bodanszky: The world of peptides. A brief history of peptide chemistry, Springer Verlag 1991[6]
- Die Praxis des organischen Chemikers (Bearbeitung der Neuauflage des Originals von Ludwig Gattermann), 43. Auflage, De Gruyter 1982
- Herausgeber mit Gerhard Pfleiderer: Molekularbiologie: Bausteine des Lebendigen. 21 Wissenschaftler berichten verständlich über die wichtigsten Entdeckungen, Umschau Verlag, 3. Auflag 1969 (Vorwort Max Perutz)
- Herausgeber mit Alex N. Eberle, Rolf Geiger: Perspectives in Peptide Chemistry, Karger, Basel 1981
- Peptides of poisonous Amanita mushrooms, Springer Verlag 1986 (ISBN 978-3-540-16641-2)
- Amatoxine, Phallotoxine- die Gifte des Knollenblätterpilzes, Chemie in unserer Zeit, Band 13, 1979, Nr. 2, S. 56–63
- mit H. Faulstich: Amatoxins, phallotoxins, phallolysin, and antamanide: the biologically active components of poisonous Amanita mushrooms, CRC Crit. Rev. Biochem., Band 5, 1978, S. 185–260. PMID 363352.
- Cyclische Peptide als Werkzeuge der molekularbiologischen Forschung, Westdeutscher Verlag, Opladen 1975.
- mit Otto Westphal und Heinrich Huebschmann: Lebensregler. Von Hormonen, Vitaminen, Fermenten und anderen Wirkstoffen. Societäts-Verlag, Frankfurt am Main 1941 (= Frankfurter Bücher. Forschung und Leben. Band 1).